# لاعنف

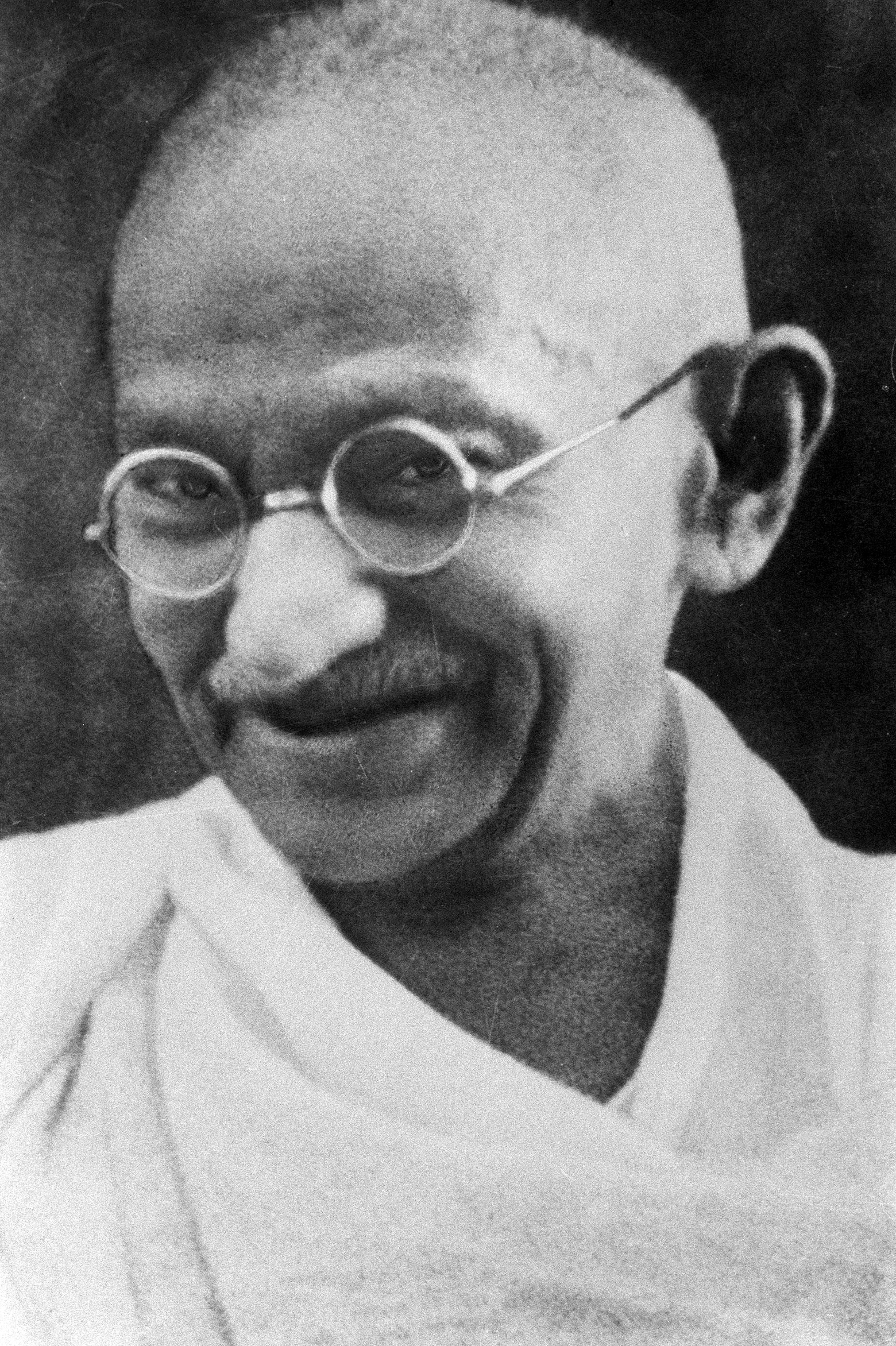
غالباً ما يعتبر مهاتما غاندي، مؤسس حركة اللاعنف التي نشرت مفهوم أهيمسا من خلال حركاته وكتاباته، والتي كانت قد ألهمت نشطاء لاعنيفين آخرين.

اللاعنف هو ممارسة شخصية لا يؤذي الفرد فيها ذاته والآخرين تحت أي ظرف، وينبع ذلك من الاعتقاد بأن إيذاء الناس أو الحيوانات أو البيئة لا لزوم له لتحقيق النتيجة المرغوبة، كما يستنبط من فلسفة عامة تقوم على الامتناع عن العنف على أساس المبادئ الأخلاقية والدينية والروحية. حمل ماهافيرا من الديانة الجانية (599 ق.م –527 ق.م) شعلة الأهيمسا (كلمة سنسكريتية تعني «لاعنف») وقدم المفهوم إلى العالم وطبقه على حياته.
ودعا إلى الامتناع عن العنف بغية الوصول للنيرفانا.
وينظر إليه على أنه بديل لموقفين آخرين هما الرضوخ والانصياع السلبي من جهة، أو النضال والصدام المسلح من جهة أخرى.
لذلك فإن اللاعنف يدعو إلى وسائل أخرى للكفاح الشعبي منها العصيان المدني أو «المقاومة اللا عنفية» أو عدم الطاعة وعدم التعاون.
استخدم هذا المصطلح كمصطلح معاكس للمسالمة لكنه ومنذ منتصف القرن العشرين أخذ يعكس الكثير من التكتيكات التي تهدف إلى التغيير الاجتماعي بدون استخدام القوة. 
إن اللاعنف يختلف عن المسالمة لأنه يواجه القمع والطغاة بشكل مباشر.

## تكتيكات اللاعنف
ينظر إلى اللاعنف على أنه النهج السياسي للناس العاديين، وهذه النظرة تعكس الاستخدام التاريخي لللاعنف اعتماداً على قوة الجماهير وكثرتها. من أشهر الصراعات التي اعتمدت اللاعنف في التاريخ: حملة عدم التعاون التي قادها المهاتما غاندي لاستقلال الهند، الكفاح من أجل الحصول على الحقوق المدنية للأفروأمريكيين بقيادة مارتن لوثر كينغ. يمكن العثور على نماذج من العمل اللاعنفي في كثير من البلدان والثقافات خلال التاريخ. وتظهر الأفكار الأساسية لمنهج اللاعنف بتجلي في كل من الأديان الإبراهيمية الثلاثة (الإسلام والمسيحية واليهودية)، وكذلك في تقاليد الأديان الكبرى الأخرى (الهندوسية والبوذية والسيخية)، وكذلك في العديد من الأديان الوثنية الأخرى. إن الحركات اللاعنفية والقادة اللاعنفيين والمدافعين عن اللاعنف في مختلف الأماكن والأزمان استقوا واستفادوا من الكثير من تلك المبادئ الدينية لدعم عملهم اللاعنفي في كفاحهم من أجل التغيير، وعلى نفس الشاكلة، استفادت الحركات العلمانية السياسية من اللاعنف، سواء كأداة تكتيكية أو كبرنامج استراتيجي وبأسلوب براغماتي نفعي يهتم بفعالية اللاعنف السياسية دون النظر إلى أي بعد ديني أو أخلاقي.
تستخدم أساليب العمل اللاعنفي من قبل طيف واسع من الناس يأتون من خلفيات متنوعة. كفلاح لا يملك أرضاً يزرعها في البرازيل قد يحتل بدون عنف قطعة أرض لأهداف عملية بحتة، لإنه إذا لم يقم بذلك فما من شك أن عائلته ستجوع. «الراهب» البوذي في تايلاند يمنح الأشجار في الغابة منزلة كاهن اتباعاً للتقاليد البوذية في محاولة لمنع تدمير الغابة. عامل في إنجلترا قد يشارك في إضراب وفق التقاليد الاجتماعية والسياسية والنقابية في ثقافته. كل هؤلاء يستخدمون أساليب العمل اللاعنفي من زوايا مختلفة.

## كيف يعمل اللاعنف
إن الدخول إلى الصراع الاجتماعي والسياسي وفق منطق اللاعنف يمثل انفصالاً جوهرياً عن النظرة التقليدية للسلطة والصراع، وعلى الرغم من ذلك فهو ينطبق على العديد من النماذج والأفكار التي تتناسب مع مختلف الثقافات.
في جوهر أي مذهب استراتيجي لاعنفي هناك فكرة مشتركة وهي أن سلطة الحاكم تعتمد على موافقة الرعية. فالحاكم يصبح عاجزاً بدون نظام الدولة الإداري وبدون الجيش أو الشرطة، وبدون انصياع قطاعات مفتاحية من الشعب. السلطة إذن تعتمد بمعظمها على تعاون الآخرين. اللاعنف يسعى للتقليل من سلطة الحاكم من خلال الانسحاب المتعمد من هذا التعاون وذلك الانصياع.
يجدر بنا أن ننوه إلى أن الوسائل العادلة في الغالب هي التي تحقق نتائج عادلة. عندما قال غاندي: «الوسائل للنتائج، كالبذرة للشجرة» فإنه قد أشار بذلك إلى الجوهر الفلسفي لما يسميه البعض السياسة المجازية. الداعمون للعمل اللاعنفي يحاجون بأن الأعمال التي تُعتمد لتحقيق التغيير، تؤثر على المجتمع بشكل حتمي فتصبغه وتقولبه في شكلها وأسلوبها. ويجادل أنصار هذا الأسلوب بأن من غير المنطقي أساساً أن يستخدم العنف لتحقيق مجتمع مسالم.
بعض المدافعين عن اللاعنف يدعون إلى احترام أو إلى محبة أعدائهم. وهذا النوع هو الأكثر قرباً من البعد الروحي أو الديني في فهم اللاعنف، وهذا ملاحظ في موعظة الجبل التي ألقاها المسيح: «أحبوا أعداءكم»، أو محبة الخير لكل المخلوقات، أو اللاعنف تجاه أي كائن، في البوذية. إن لمحبة الأعداء أو احترامهم تبريره العملي البراغماتي، فالفصل بين الفعل وبين الفاعل يترك الباب مشرعاً أمام الفاعل ليغير سلوكه ويتراجع عن أفعاله أو قناعاته. وقد قال مارتن لوثر كينغ: «اللاعنف لا يعني تجنب العنف المادي مع الآخرين، بل أيضاً العنف الروحي الداخلي. إنك لا ترفض إطلاق الرصاص على شخص آخر فقط، بل ترفض أن تكرهه أيضاً».

## الآراء الدينية

### الإسلام
إن سياسة اللاعنف هي منطق كلي خطير للخلق الإسلامي[وفقًا لِمَن؟]، من حيث هي جزء لا يتجزأ من بنية الإسلام الكاملة[محل شك] وإنها لسياسة تتمثل رائعة مشرقة في قوله عز وجل: ﴿وَلَا تَسْتَوِي الْحَسَنَةُ وَلَا السَّيِّئَةُ ادْفَعْ بِالَّتِي هِيَ أَحْسَنُ فَإِذَا الَّذِي بَيْنَكَ وَبَيْنَهُ عَدَاوَةٌ كَأَنَّهُ وَلِيٌّ حَمِيمٌ ۝٣٤﴾ [فصلت:34] كذلك تظهر واضحة جلية من خلال الجهاد: المبالغة واستفراغ الوسع في مدافعة العدو باليد أو اللسان أو ما طاق من شيء، وهو في الإسلام على ثلاثة أضرب:[بحاجة لمصدر]
1- مجاهدة العدو الظاهر إعلاءً لكلمة الله.
2- مجاهدة الشيطان في شتى صوره؛ إعلاءً لكلمة الله.
3- مجاهدة النفس والهوى؛ اتباعا لمنهج الله.
وتدخل الثلاثة في قوله تعالى: ﴿وَجَاهِدُوا فِي اللَّهِ حَقَّ جِهَادِهِ هُوَ اجْتَبَاكُمْ وَمَا جَعَلَ عَلَيْكُمْ فِي الدِّينِ مِنْ حَرَجٍ مِلَّةَ أَبِيكُمْ إِبْرَاهِيمَ هُوَ سَمَّاكُمُ الْمُسْلِمِينَ مِنْ قَبْلُ وَفِي هَذَا لِيَكُونَ الرَّسُولُ شَهِيدًا عَلَيْكُمْ وَتَكُونُوا شُهَدَاءَ عَلَى النَّاسِ فَأَقِيمُوا الصَّلَاةَ وَآتُوا الزَّكَاةَ وَاعْتَصِمُوا بِاللَّهِ هُوَ مَوْلَاكُمْ فَنِعْمَ الْمَوْلَى وَنِعْمَ النَّصِيرُ ۝٧٨﴾ [الحج:78] وفي الحديث الشريف: «لا هجرة بعد الفتح ولكن جهاد ونية».
مشروعيته: شرع الجهاد بمعناه الاصطلاحى في السنة الثانية من الهجرة يقوله تعالى: ﴿أُذِنَ لِلَّذِينَ يُقَاتَلُونَ بِأَنَّهُمْ ظُلِمُوا وَإِنَّ اللَّهَ عَلَى نَصْرِهِمْ لَقَدِيرٌ ۝٣٩﴾ [الحج:39]، ﴿انْفِرُوا خِفَافًا وَثِقَالًا وَجَاهِدُوا بِأَمْوَالِكُمْ وَأَنْفُسِكُمْ فِي سَبِيلِ اللَّهِ ذَلِكُمْ خَيْرٌ لَكُمْ إِنْ كُنْتُمْ تَعْلَمُونَ ۝٤١﴾ [التوبة:41]، ﴿إِنَّ عِدَّةَ الشُّهُورِ عِنْدَ اللَّهِ اثْنَا عَشَرَ شَهْرًا فِي كِتَابِ اللَّهِ يَوْمَ خَلَقَ السَّمَاوَاتِ وَالْأَرْضَ مِنْهَا أَرْبَعَةٌ حُرُمٌ ذَلِكَ الدِّينُ الْقَيِّمُ فَلَا تَظْلِمُوا فِيهِنَّ أَنْفُسَكُمْ وَقَاتِلُوا الْمُشْرِكِينَ كَافَّةً كَمَا يُقَاتِلُونَكُمْ كَافَّةً وَاعْلَمُوا أَنَّ اللَّهَ مَعَ الْمُتَّقِينَ ۝٣٦﴾ [التوبة:36]. وقد أجمع على مشروعية الجهاد لقوله تعالى: قالب:البقرة، وقول الرسول: «من مات ولم يغزُ ولم يحدث به نفسه مات على شعبة من نفاق». وقد حدّه رسول الله بقوله: «أمرت أن أقاتل الناس حتى يقولوا لا إله إلا الله فمن قالها فقد عصم منى ماله ونفسه إلا بحقه وحسابه على الله». وقد روى أن النبى غزا سبعا وعشرين غزوة وبعث خمسا وثلاثين سرية.
وقد اتفق الفقهاء على فريضة الجهاد[بحاجة لمصدر] لقوله تعالى: ﴿كُتِبَ عَلَيْكُمُ الْقِتَالُ وَهُوَ كُرْهٌ لَكُمْ وَعَسَى أَنْ تَكْرَهُوا شَيْئًا وَهُوَ خَيْرٌ لَكُمْ وَعَسَى أَنْ تُحِبُّوا شَيْئًا وَهُوَ شَرٌّ لَكُمْ وَاللَّهُ يَعْلَمُ وَأَنْتُمْ لَا تَعْلَمُونَ ۝٢١٦﴾ [البقرة:216]. وهو إما فرض كفاية أو فرض عين، وقد ذهب الجمهور إلى أنه فرض كفاية إذا حصل مقصوده وهو كسْر شوكة المشركين وإعزاز الدين.
فالجهاد فرض على المسلمين فإذا قام به من يدفع العدو ويغزوهم في عقر دارهم ويحمى ثغور المسلمين سقط فرضه عن الباقين وإلا فلا، والقصد من الجهاد دعوة غير المسلمين إلى الإسلام أو الدخول في ذمة المسلمين ودفع الجزية وجريان أحكام الإسلام عليهم، أو ردّ أذى أو اعتداء على المسلمين يقول تعالى:﴿وَقَاتِلُوهُمْ حَتَّى لَا تَكُونَ فِتْنَةٌ وَيَكُونَ الدِّينُ لِلَّهِ فَإِنِ انْتَهَوْا فَلَا عُدْوَانَ إِلَّا عَلَى الظَّالِمِينَ ۝١٩٣﴾ [البقرة:193].
وقد فضَّل الله المجاهدين في آيات كثيرة، يقول تعالى:﴿لَا يَسْتَوِي الْقَاعِدُونَ مِنَ الْمُؤْمِنِينَ غَيْرُ أُولِي الضَّرَرِ وَالْمُجَاهِدُونَ فِي سَبِيلِ اللَّهِ بِأَمْوَالِهِمْ وَأَنْفُسِهِمْ فَضَّلَ اللَّهُ الْمُجَاهِدِينَ بِأَمْوَالِهِمْ وَأَنْفُسِهِمْ عَلَى الْقَاعِدِينَ دَرَجَةً وَكُلًّا وَعَدَ اللَّهُ الْحُسْنَى وَفَضَّلَ اللَّهُ الْمُجَاهِدِينَ عَلَى الْقَاعِدِينَ أَجْرًا عَظِيمًا ۝٩٥﴾ [النساء:95].
كما فضل الرسول الجهاد في أحاديث كثيرة، فحين سئل e أىُّ العمل أفضل؟ قال: «إيمان بالله ورسوله» قيل: ثم ماذا؟ قال «الجهاد في سبيل الله» (5) حتى إن من اغبرت قدماه في سبيل الله حرّمه الله على النار.
شروط المجاهد: ومن الشروط الواجب توافرها فيمن يجاهد:
1- الإسلام.
2- العقل.
3- البلوغ
4- القدرة على مؤنة الجهاد.
5- السلامة من الضرر فلا يجب على العاجز غير المستطيع. يقول تعالى: ]ليس على الأعمى حرج ولا على الأعرج حرج ولا على المريض حرج [ (الفتح 17).
6- الذكورة: لما روته السيدة عائشة- رضى الله عنها- أنها قالت: يا رسول الله هل على النساء جهاد؟ فقال: «جهاد لا قتال فيه الحج والعمرة»  وما تواترت أنباؤه هو اشتراك المرأة في المساعدة أثناء المعارك في نقل الجرحى وتمريضهم، ونقل الماء للجنود، وعلى ذلك يكون اشتراك المرأة في الجهاد بالسيف تطوعا، ومن أشهر النساء اللائى قاتلن السيدة «نسيبة بنت كعب» والتي كانت تدفع الأعداء عن رسول الله e في «غزوة أحد».
محرمات الجهاد ومكروهاته: ومن الأشياء التي تحرم في الجهاد، أو تبلغ حد الكراهة:
1- القتال في الأشهر الحرم (رجب- ذو القعدة- ذو الحجة- محرم).
2- الغدر، وذلك بالخيانة ونقض العهد.
3- قتل النساء والصبيان والمجانين والخنثى المشكل والشيخ الكبير، والراهب في صومعته، وأهل الكنائس الذين لا يخالطون الناس.
4- التمثيل بالقتلى وإتلاف المال من شجر وزرع في غير ما ضرورة.
5- الفرار من الزحف، لقوله تعالى:﴿يَا أَيُّهَا الَّذِينَ آمَنُوا إِذَا لَقِيتُمُ الَّذِينَ كَفَرُوا زَحْفًا فَلَا تُوَلُّوهُمُ الْأَدْبَارَ ۝١٥ وَمَنْ يُوَلِّهِمْ يَوْمَئِذٍ دُبُرَهُ إِلَّا مُتَحَرِّفًا لِقِتَالٍ أَوْ مُتَحَيِّزًا إِلَى فِئَةٍ فَقَدْ بَاءَ بِغَضَبٍ مِنَ اللَّهِ وَمَأْوَاهُ جَهَنَّمُ وَبِئْسَ الْمَصِيرُ ۝١٦﴾ [الأنفال:15–16]
ومن عوامل النصر الالتزام في الجهاد بكل ما سبق من شروط ومحرمات، مع الإيمان بالقضية والصبر عند لقاء العدو، والثبات، والطاعة للإمام، وإعداد العدة والقوة متمثلة في قوة الإيمان وقوة العتاد من سلاح وتنظيم على أعلى مستوى من التقنية التي وصلت إليها الإنسانية.
قصة ابني آدم وكثيراً ما تعتمد الاتجاهات اللاعنفية في الإسلام على هذه القصة للدعوة إلى العمل اللاعنفي، حيث ذكر القرآن جواب ابن آدم حينما توعده أخاه بالقتل، فقال له﴿لَئِنْ بَسَطْتَ إِلَيَّ يَدَكَ لِتَقْتُلَنِي مَا أَنَا بِبَاسِطٍ يَدِيَ إِلَيْكَ لِأَقْتُلَكَ إِنِّي أَخَافُ اللَّهَ رَبَّ الْعَالَمِينَ ۝٢٨﴾ [المائدة:28]، كما تلتقي معها ممارسات الرسول محمد في كفاحه اللاعنفي الناجح ضد القرشيين طوال 13 عاماً من دعوته، لم يمارس خلالها أي شكل من أشكال العنف، حتى تمكن الرسول من إجراء التغيير الاجتماعي والفكري الكافي لإنتاج سلطة شرعية برضىً اجتماعي في المدينة المنورة، وتلتقي معها أقواله صلى الله عليه وسلم حينما قال (تكون فتن، فكن فيها عبد الله المقتول، ولا تكن القاتل) -أخرجه الدارقطني-، والخبر الذي اورده أبو داود (كن خير ابني آدم)، يقصد قابيل وهابيل.
ويقول صلى الله عليه وسلم في (صحيح مسلم): ان الله عز وجل رفيق يحب الرفق ويعطي على الرفق ما لا يعطي على العنف. وقوله في ذات الصحيح (مَنْ يُحْرَمْ الرِّفْقَ يُحْرَمْ الْخَيْرَ) وفي رواية (إن الرفق لا يكون في شيء إلا زانه? ولا ينزع من شيء إلا شانه).
ونسب إلى الإمام علي قوله: من عامل بالعنف ندم. رأس السخف العنف. راكب العنف يتعذر مركبه.

## لماذا اللاعنف؟
يقتبس معظم المدافعين عن اللاعنف مبادئهم من معتقدات دينية أو أخلاقية أو سياسية. وبذلك تنقسم خلفية العمل اللاعنفي إلى فرعين، اللاعنف المبدئي أو الأخلاقي، واللاعنف الاستراتيجي أو النفعي (البراغمتاتي). ومن الشائع أن يتواجد الفرعان في فكر مؤسسة ما أو لدى حركة لاعنفية عامة أو حتى مجموعة من الأفراد.
في الغرب تم استخدام الكفاح اللاعنفي بكثرة من أجل حقوق العمال، والسلام، والبيئة، وحركات حقوق المرأة وهي القطاعات التي لا تدعمها سلطة سياسية رئيسية. وقد لا يعلم البعض لكن الكفاح اللاعنفي لعب دوراً وما زال في تقليل سلطة الأنظمة السياسية في العالم الثالث وفي بلدان الكتلة الشرقية السابقة.
ويقول والتر وينك: «في عام 1989، شهد ما يزيد على مليار ونصف المليار من البشر ثورات لاعنفية حققت نجاحات تفوق التصور... وإذا ما جمعنا كل الدول التي تأثرت بأحداث وحركات لاعنفية إلى بعضها البعض خلال القرن الحالي»، منها (الفلبين، جنوب أفريقيا، إيران... حركة التحرر في الهند)، «فإن الرقم سيزيد عن ثلاثة مليارات، وتزيد نسبة هؤلاء عن خمسين بالمئة من البشر، مما يدحض المقولات المتكررة التي تزعم بأن اللاعنف لا يحقق شيئاً في واقع الحياة».
ويقترح الباحث جين شارب في كتابه سياسة العمل اللاعنفي بأن السبب وراء الغياب الملفت للبحوث والدراسات المتعلقة باللاعنف عن الساحة الثقافية إلى أن النخب لن تحقق أي منافع من انتشار أساليب النضال اللاعنفي التي تعتمد على القوة الجمعية للمواطنين لا على الثروة والأسلحة.
اقترح السيد حسن الشيرازي نظرية اللاعنف في كتابه (كلمة الإسلام) ودعم هذه النظرية في الوسط الإسلامي المرجع العراقي الشيعي السيد محمد الشيرازي المعروف بسلطان المؤلفين، حيث الف اكقر من 1500 كتاب في مختلف المواضيع وتمكن من التأثير في الحركات الاصولية في العالم العربي والإسلامي.

## أساليب
يتألف العمل اللاعنفي من ثلاثة أصناف. أولها هو التظاهر والإقناع، وهو يشمل تسيير المظاهرات والتجمعات العامة، وله أدوات مثل اللافتات، الشموع، الزهور. الصنف الثاني هو العصيان، أو الامتناع عن التعاون أو عدم الطاعة، وهو سلوك استراتيجي متعمد يرفض التعاون مع الظلم، الصنف الثالث هو التدخل اللاعنفي وهو سلوك لاعنفي متعمد يستخدم غالباً التدخل المادي لمواجهة موقف أو حدث ظالم. مثل الاعتصام، احتلال المواقع، المرابطة حول الأشجار.
الإضراب عن الطعام، الإضرابات، والتجمعات والعرائض والتواقيع، الامتناع عن دفع الضرائب، العرقلة، الحصار، الامتناع عن الخدمة العسكرية، والمظاهرات العامة هي بعض الوسائل التي تم اعتمادها في الحركات اللاعنفية.
يجب أن يتم اختيار تكتيكات العمل بانتباه، وأن يؤخذ في الحسبان اختلاف الظروف السياسية والثقافية، والنظر إلى الأمر وفق خطة أو إستراتيجية أوسع. ويمكن أن تكون قائمة جين شارب مصدراً هاماً وملهماً لاساليب العمل اللاعنفي، وهي تضم 198 فكرة للعمل اللاعنفي.
يذكر الباحث والناشط جورج ليكي بأن هناك 3 استخدامات أو تطبيقات للعمل اللاعنفي:
- الدفاع (مثل الدفاع عن الأحياء أو البلد من محتل خارجي).
- التغيير (وهو أشهر أنواع العمل اللاعنفي ويهدف إلى إجراء إصلاحات أو ثورة للتغيير).
- التدخل لحماية طرف آخر.

التطبيق الثالث المذكور، والذي ينص على التدخل لحماية طرف آخر، عبر الحدود مثلاً لمنع إعلان حرب ومن أجل فرض حل سلمي للصراعات، واجه فشلاً عند التطبيق (على الأقل من ناحية منع الهجوم) كما كان الحال في غزو العراق، لكن حالات أخرى واجهت مستويات معقولة من النجاح. وتكون الأساليب الرئيسية المتبعة هي التجمع الأعزل والمسالم مع مرافقة أجهزة ووسائل الإعلام والمراقبين من منظمات حقوق الإنسان.

## لاعنفيون
انظر تصنيف لاعنفيون
هناك العديد من الشخصيات والقادة والمفكرين الذين بحثوا بعمق في الأبعاد الروحية والعملية للعمل اللاعنفي، منهم: الكاتب والروائي الشهير تولستوي، والرئيس البولندي الأسبق والحائز على جائزة نوبل للسلام ليخ فالينسا، والناشطة الألمانية بترا كيلي التي ساهمت في تأسيس الحزب الألماني للخضر، والراهب الفيتنامي المنفي ثيش نهات هانه، والصحافية الأمريكية دورثي دي، والناشط والثائر الأمريكي أمون هيناسي، والعالم الشهير ألبرت أينشتين، والمناضل الأمريكي مارتن لوثر كينغ، والمناضل الباكستاني عبد الغفار خان، والمفكر الإسلامي جودت سعيد، وكذلك جون هاوارد يودر وستانلي هورواس وديفد مكرينولدز وجون غالتينغ كما نجد أيضا المفكر الإسلامي الجزائري مالك بن نبي الذي له مقال عن المهاتما غاندي بعنوان «تحية إلى داعية اللاعنف» من كتابه في مهب المعركة مالك بن نبي.
وكذلك المرجع العراقي السيد محمد الشيرازي الذي يعتبر الرائد في نشر ثقافة اللاعنف وكتبه تدل على ذلك. أيضا الشيخ محمد تقي باقر اشتهر بممارسة ونشر ثقافة اللاعنف في العراق وإيران وتمكن من التأثير على العديد من الاحزاب السياسية المتطرفة www.alzakery.com. كذلك الناشطة الأمريكية راحيل كوري راشيل كوري التي قتلتها الدبابات الإسرائيلية في عام 2003.

## الحياة بلاعنف
إن ظهور السلوك العنيف في غالبية المجتمعات الإنسانية في العالم يدفع البعض إلى التصور بأن العنف جزء موروث من الطبيعة البشرية، لكن آخرين ينظرون إلى الأمر بشكل مختلف، فهناك مثلاً من يقول بأن النهج العنفي في السلوك البشري هو ظاهرة حديثة نسبياً ظهرت قبل أقل من عشرة آلاف سنة على الأكثر، ولم تكن حاضرة في المجتمعات البشرية إلا بعد توطنها وبناءها للمساكن والتجمعات الحضرية. ويقارن المؤرخ توينبي بين العنف والصيد، مشيراً إلى أن الصيد كان أحد أهم وأكثر أساليب الحياة ارتباطاً بالبشر، فهم صيادون واعتمدوا على الصيد طوال ما يزيد على 98% من تاريخهم، إلا أن الصيد تحول خلال القرون القليلة الماضية إلى هواية ضيقة لا يمارسها سوى عدد قليل جداً من البشر ولم يعد بأي شكل مصدراً يمكن الاعتماد عليه للغذاء البشري. ورغم ارتباطه بالبشر طوال آلاف السنين تبين الآن أن الصيد لم يكن سوى مصدر مؤقت للغذاء البشري. كذلك فإن العنف طريقة مؤقتة لمواجهة المشاكل وحلها ولم تعد صالحة، خصوصاً مع التطور الثقافي والعسكري الذي منع الدول الكبرى من التحارب فيما بينها بسبب ترسانتها النووية التي ستؤدي إلى فناء كل الأطراف في حال تم استعمالها.

## اللاعنف والسلام الأخضر
يعتبر اللاعنف مفهوماً مركزياً في فلسفة جماعة السلام الأخضر، وهو مذكور في مثاق السلام الأخضر العالمي. ويؤمن الخضر بأن على المجتمعات أن تنبذ النماذج الحالية من العنف وأن تعتنق العمل اللاعنفي. تستند فلسفة الخضر كثيراً على أفكار غاندي وتقاليد الكويكرز.

## نقد اللاعنف
من أشهر الناقدين للعمل اللاعنفي السياسي الروسي الماركسي ليون تروتسكي المناضل الفرنسي الأسود فرانز فانون، والكاتب والناشط الأمريكي الأكاديمي وارد تشرتشل والمناضل الأمريكي المسلم مالكوم إكس، هؤلاء كانوا ناقدين شديدين للعمل اللاعنفي على تنوعهم، فاللاعنف هو محاولة لفرض أخلاق الأرستقراطيين على الكادحين، وأن العنف ضروري لتحقيق التغيير الثوري، أو بأن حق الدفاع عن النفس مبدأ أساسي.
وقد علق مالكوم إكس على اللاعنف بقوله: «إن من الإجرام أن تعلم الرجل ألا يدافع عن نفسه، وهو يتعرض لهجوم متوحش ومستمر». ويعتبر جيل جديد من المؤرخين بأن الدفاع المسلح عن النفس الذي مارسه السود، والعنف الأهلي ساهم في الإصلاحات المتعلقة بالحقوق المدنية أكثر مما ساهمت أخلاقيات والمناشدات اللاعنفية.
إبان المظاهرات التي اجتاحت أوروبا ثم أمريكا عام 1999 للاعتراض على اجتماع منظمة التجارة العالمية في سياتل، طالب متظاهرون مناهضون للرأسمالية ومشككون في فعالية اللاعنف باستخدام «أساليب متنوعة» من أجل الحصول على مطالبهم. وتقول الكاتبة الأمريكية المدافعة عن حقوق المرأة د. أ. كلارك في مقال لها بعنوان «امرأة تحمل سيفاً»: «من أجل أن ينجح اللاعنف في تحقيق الأهداف المرجوة، لابد من أن يمارسه هؤلاء القادرون على اللجوء إلى القوة بسهولة عندما يقررون ذلك». ويحاجج هذا الطرح بأن الأساليب اللاعنفية لن تحقق سوى قليلٍ من أهدافها إذا ما استخدمتها مجموعات يعرف عنها أنها غير قادرة استخدام العنف.
يؤخذ أيضاً على العمل اللاعنفي أنه يعمل بشكل بطيء، وبوسائل متدرجة من أجل تحقيق التغيير السياسي، وبذلك تضعف العلاقة ما بين السبب والنتيجة أو الفعل ورد الفعل علاقة أو تصبح غير واضحة.
يشير المدافعون عن اللاعنف بأن الناقدين له عادة ما يوجهون نقدهم إلى البعد الأخلاقي للاعنف ويهملون الفوائد العملية والسياسية له، ويقولون بأن بعض الناقدين يتناسون النجاحات التي حققها اللاعنف على مدى التاريخ في مواجهة الدكتاتوريات والحكومات المتسلطة. وقد كتب الناشط الأمريكي جورج لاكي رداً مفصلاً بعنوان «العمل اللاعنفي سيف الشفاء» رد فيه على كتاب «مرض المسالمة» الذي ألفه الناشط الأمريكي الأكاديمي وارد تشرتشل.
أما النقد المتعلق بالسلبية التي يتصف بها العمل اللاعنفي، فيرد عليها اللاعنفيون بأن من الضروري أن نلاحظ كيف تمكنت الحملات اللاعنفية الناجحة من حرمان النظم الحاكمة من الدعم المالي (كما في مسيرة الملح في الهند)، في هذا السياق يمكن النظر إلى اللاعنف على أنه وسيلة للهجوم على الهيكل القيادي للحكومة أو النظام، أكثر من هجومها على شخص الحكومة أو شخص الحاكم.
لقد كان غاندي واضحاً في أنه لا يفترض وجود تعاطف أو إحساس بالعدالة من جانب الطرف الآخر، لقد ركزت فلسفته في اللاعنف بشكل كامل تقريباً على التغييرات التي يجب أن تطرأ على سلوك الطرف المعرض للاضطهاد. التغيرات التي قد يقوم بها المستبد تقع خارج نطاق سيطرة المضطهَدين. لذلك فإن أخلاقيات المستبد (سلباً أو إيجاباً) ليست ذات صلة في الأمر. ويؤكد غاندي بأن قيمة اللاعنف لا تقاس فقط بقدرته على تحقيق تغيير سياسي.
كما يوجد بعض المناضلين الإسلاميين الذين يستشهدون بآيات من القرآن الكريم، يستنتجون منها أن العنف شيء جوهري في الإسلام، كالآية الكريمة ((وأعدوا لهم ما استطعتم من قوة ومن رباط الخيل ترهبون به عدو الله وعدوكم)) ويرفض هؤلاء التفاوض والسياسة ويقولون إن الجهاد في سبيل الله هو الأصل.. ويحظى تيار العنف الإسلامي بانتقادات من قبل الإعلام ومن قبل علماء مسلمين.

## الممتلكات أم الناس؟
الكثير من النقاش يتم بشأن العنف الذي يمارس ضد الممتلكات، والفرق بينه وبين العنف ضد الناس. في عديد من الدراسات اللاعنفية بما فيها دراسات جين شارب يشتمل العمل اللاعنفي على أنواع مختلفة من أعمال التخريب التي تستهدف الممتلكات، في حين يعتبر آخرون بأن أعمال التخريب والتدمير مهما كان نوعها قد تكون أو هي بالفعل أعمال عنيفة.
يشير البعض إلى أن أعمال التخريب غير فعالة من منظور استراتيجي إذا أنها قد تستخدم في تبرير مزيد من الاضطهاد وتعزيز سلطة الدولة. ويقول جورج لاكي بأن أعمال التخريب وحرق السيارات في عصيان باريس عام 1968 كان من شأنها إضعاف دعم الطبقة الوسطى والعاملة المتزايد تجاه العصيان، والحد من فرصه السياسية.
يطرح في النقاشات أيضاً تساؤل مفاده: هل المعتد أم الضحية هو من يقرر ما هو العنف. ويطرح أيضاً الاختلاف النسبي في القوة بين الأطراف، إضافة إلى نوع الأسلحة المستخدمة، وهل يعتبر مثلاً سلوك أطفال الحجارة في فلسطين عملاً عنيفاً أم غير عنيف!!

## منظمات لاعنفية
- منظمة ألبرت آينشتين  (دراسة واستعمال العمل الاستراتيجي اللاعنفي في الصراعات على مستوى العالم)
- فرق صناع السلام المسيحيين
- معلمون من أجل اللاعنف
- رفاق المصالحة
- أحزاب الخضر العالمية  http://greens.org
- حزب الخضر الأمريكي
- جماعة السلام الأخضر
- المركز الدولي للصراع اللاعنفي
- الائتلاف الدولي لعشر سنوات من ثقافة السلام واللاعنف
- جبهة تحرير جامو وكشمير
- مركز متا لتعليم اللاعنف
- منظمة اللاعنف العالمية
- متحدون من أجل اللاعنف
- قوة السلام اللاعنفية
- الحزب الأصولي اللاعنفي
- باكس كريستي
- جسور السلام العالمية
- مؤسسة الولايات المتحدة للسلام
- منظمة معارضي الحرب العالمية
- جماعة لاعنف العراقية
- منظمة اللاعنف الإسلامية(المسلم الحر)

## وصلات خارجية
- نشاط لاعنفي على مشروع الدليل المفتوح
- اللاعنف في الفلسفة على مشروع الدليل المفتوح